# 醫緩
醫緩（？—？），是中国春秋時期秦國的醫師。其姓氏不可考，名緩，因其職，人稱醫緩。
其主要生平不可考，描述醫緩的文獻詳見於《左傳·成公十年》和《通志》兩書。

## 生平
前581年，晉景公有疾，他夢見自己被惡鬼追逐，驚醒後，他召桑田那邊的巫人（史稱桑田巫）來占卜。桑田巫向晉景公表示，晋景公之病是被他在下宮之難所殺的趙同和趙括鬼魂作祟，等不到吃新收的莊稼，晉景公就會死。桑田巫使巫術治病，但久治不效。
晉景公聽聞秦國多名醫，於是向秦桓公求醫，秦桓公派遣醫緩往診。醫緩未至，晋景公又夢到疾病化身的兩童子商量：一个说醫緩是良医，所以他们应找地方避開醫緩，另一个说他们在肓（肓指心臟與橫膈膜之間的部位）之上，膏（膏指心尖脂肪）之下，醫緩也不能奈何。醫緩一到晉國，診察晉景公的病情，立刻斷言晉景公其疾不可醫，因为病況已經進入肓之上膏之下，表示就算砭石和針灸治理已不可及，而服用葯物醫治，亦不能至，所謂「藥石無靈」。晉景公回想先前的夢和醫緩所说的一樣，便认为醫緩為良醫，送厚禮謝去。
接著，他召桑田巫來，放上用新產的麥子作的麵食，然後處死了桑田巫，但晉景公欲吃麵前感到腹脹，便上廁所，但卻掉到糞坑中溺死。
此故事流傳下来，成為「病入膏肓」的成語。也因這典故，在背部的第四椎兩旁，有名為「膏肓腧」的穴位。
《通志》一書中，表示「緩」和「和」同音，認為醫緩與同一時期的另一名醫醫和為同一人。但兩人出現的年代相差四十多年，故此可能性比較低。